# ジャスティス・リーグ VS. フェイタル・ファイブ
『ジャスティス・リーグ VS. フェイタル・ファイブ』（英: Justice League vs. the Fatal Five）は、2019年のOVA。DCユニバース・アニメイテッド・オリジナル・ムービーズとしては34作目の映像作品で、2019年4月16日に発売された。テレビアニメ『ジャスティス・リーグ・アンリミテッド』の続編では無く本編のパラレルワールドのジャスティス・リーグ・アンリミテッドの活躍を描く。

## 概要
テレビシリーズジャスティス・リーグ・アンリミテッド本編やジャスティスローズの世界とはまた別のパラレルワールドのジャスティスリーグアンリミテッドの活躍を描く新作アニメ。OVAという媒体上アンリミテッドでも描かれた暴力描写は更に過激化しており、年齢指定はPG-13指定だが残酷描写や大流血シーンなど過激なシーンが増えているのが特徴。

## ストーリー
23世紀の未来からマーノ、パースエーダー、サロックらからなるヴィラン軍団のフェイタルファイブが現代のゴッサム・シティへとやって来る。奴等の目的はマーノの恋人エメラルド・エンプレスとバリダスの復活だった。それを阻止すべく彼等を追って未来のスーパーヒーロースターボーイもやって来た。
ジャスティスリーグアンリミテッドとフェイタルファイブの戦いが開始される。

## ジャスティス・リーグ・アンリミテッド
- スーパーマン - ジョージ・ニューバーン

ジャスティスリーグアンリミテッドのリーダー。本編のスーパーマンとは違い回避を重点にした戦い方をしフラッシュ同様のスピードフォースを使いこなす。主な武器は怪力、飛行能力、ヒートビジョン、スーパーブレス、スピードフォース。
- バットマン - ケヴィン・コンロイ

ゴッサムシティの闇の騎士。ハイテクバットスーツを装着し人間の10倍の身体能力を発揮する。主な武器はバッタラン、バッタランボム、グラップルガン。
- ワンダーウーマン - スーザン・アイゼンバーグ

ジャスティスリーグアンリミテッドのサブリーダー。本編と違い剣を武器として使う。スーパーマンと交際している。真実の投げ縄と腕輪、ティアラが武器。
- ジェシカ・クルス - ダイアン・ゲレロ

新たなるグリーン・ランタンに選ばれたヒスパニック系の美少女。友人を殺人鬼に殺され助けれなかったことから自分にランタンの資格があるのか迷っている。
- ミス・マーシャン - ダニエラ・ボバディーヤ

火星人の美少女でジョン・ジョーンズの姪。まだ正式にメンバー入りしていない為、バットマンにメンバー入りを懇願する。
- ミスター・テリフィック - ケビン・マイケル・リチャードソン

ジャスティスリーグのオペレーター。自身の開発した機械キューブと高い身体能力が武器。
- スターボーイ - エリス・ガベル

30世紀からフェイタルファイブを追って来た未来のヒーロー。
- サターンガール - タラ・ストロング

未来のジャスティスリーグアンミリテッドのメンバーのスーパーヒロイン。
- ブレイニアック5 - ノエル・フィッシャー

ジャスティスリーグアンミリテッドのメンバー。リフォーマットされたブレイニアック。

## ヴィラン
- エメラルド・エンプレス - スマリー・モンタノ

エメラルドアイを武器にするフェイタルファイブのリーダーにして創設者そして女王。マーノの恋人。
- マーノ - フィリップ・アンソニー・ロドリゲス

フェイタルファイブのサブリーダー。赤熱化と重量を操る両手が武器。
- サロック - ピーター・ジェソップ

左半身をサイボーグ化しており左腕を様々な武器に変換する。
- パースエーダー - マシュー・ヤン・キング

手にしたアトミックアックスはあらゆる物質物体を切断し、スーパーマンの体すら断切る。
- バリダス

スーパーマンに匹敵する怪力と脳からの光線が武器。
- トゥーフェイス - ブルース・ティム

アーカムの囚人として登場し怒りっぽい性格だが人格を制御し模範囚としてスターボーイを手助けする。
- ブラッドスポーツ - トム・ケニー

テロリストとして登場。テレビ局を乗っ取るがミスマーシャンとバットマンに逮捕される。
- ハーレイクイン&ポイズンアイビー-マリアキャナル・バレーラ

アーカムの囚人として登場。フェイタルファイブ襲来に乗じて看守を襲った。